# Jeremiah (historieta)
Jeremiah es una serie de historietas franco-belga creada por Hermann Huppen en 1979.

## Argumento
La serie se ambienta en un futuro postapocalíptico en el que las luchas raciales han desgarrado los Estados Unidos. Jeremiah y su amigo Kurdy intentan hallar su lugar en ese nuevo mundo.

## Trayectoria editorial
La serie fue creada en 1979 para la revista alemana Zack y apareció también Métal Hurlant y Spirou. Actualmente, hay 32 álbumes y un Hors Série editados en francés y holandés:
| Título                                                  | Publicación original | 1ª publicación en álbum, Bélgica | 1ª publicación en España | Edición española actual                               |
| ------------------------------------------------------- | -------------------- | -------------------------------- | ------------------------ | ----------------------------------------------------- |
| La nuit des rapaces (La noche de los rapaces)           |                      | T1, Fleurus, 4/1979              | Ediciones Junior, 1980   | Integral 1, Planeta Cómic (Como Aves de presa)        |
| Du sable plein les dents (Por un puñado de arena)       |                      | T2, Fleurus, 10/1979             | Ediciones Junior, 1980   | Integral 1, Planeta Cómic (como Un puñado de arena)   |
| Les héritiers sauvages (Los herederos salvajes)         |                      | T3, Fleurus, 1/1980              | Ediciones Junior, 1981   | Integral 1, Planeta Cómic (como Los herederos)        |
| Les yeux de fer rouge (Ojos de fuego)                   |                      | T4, Fleurus, 7/1980              | Ediciones Junior, 1981   | Integral 2, Planeta Cómic (como Los ojos de fuego)    |
| Un cobaye pour l'éternité (Un cobaya para la eternidad) |                      | T5, Novedi/Hachette, 5/1981      | Ediciones Junior, 1982   | Integral 2, Planeta Cómic                             |
| La Secte (La secta)                                     |                      | T6, Novedi/Hachette, 2/1982      | Ediciones Junior, 1983   | Integral 2, Planeta Cómic                             |
| Afromerica (Afromérica)                                 |                      | T7, Novedi/Hachette, 9/1982      | Ediciones Junior, 1986   | Integral 3, Planeta Cómic                             |
| Les eaux de la colère (Las aguas de la ira)             |                      | T8, 4/1983                       | Ediciones Junior, 1986   | Integral 3, Planeta Cómic                             |
| Un hiver de clown (El invierno del payaso)              |                      | T9, Novedi/Hachette, 11/1983     | Ediciones Junior, 1987   | Integral 3, Planeta Cómic (como Un invierno infernal) |
| Boomerang                                               |                      | T10, Novedi/Hachette, 10/1984    | Ediciones Junior, 1988   |                                                       |
| Delta                                                   |                      | T11, Novedi/Hachette, 10/1985    | Ediciones Junior, 1988   |                                                       |
| Julius et Roméa (Julius & Romea)                        |                      | T12, Novedi/Hachette, 10/1986    | Ediciones Junior, 1989   |                                                       |
| Strike                                                  |                      | T13, Dupuis, 5/1988              | Ediciones Junior, 1990   |                                                       |
| Simon est de retour (Simón ha vuelto)                   |                      | T14, Dupuis, 9/1989              | Ediciones Junior, 1991   |                                                       |
| Alex                                                    |                      | T15, Dupuis, 12/09/1990          | Ediciones Junior, 1991   |                                                       |
| La ligne rouge (La línea roja)                          |                      | T16, Dupuis, 10/1992             | Ediciones Junior, 1991   |                                                       |
| Trois motos... ou quatre                                |                      | T17, Dupuis, 2/1994              |                          |                                                       |
| Ave Caesar                                              |                      | T18, Dupuis, 5/1995              |                          |                                                       |
| Zone frontière                                          |                      | T19, Dupuis, 4/1996              |                          |                                                       |
| Mercenaires (Mercenarios)                               |                      | T20, v 9/1997                    | Dolmen Editorial, 2003   |                                                       |
| Le cousin Lindford (El primo Lindford)                  |                      | T21, Dupuis, 10/1998             | Dolmen Editorial, 2008   |                                                       |
| Le fusil dans l'eau (El fusil en el pantano)            |                      | T22, Dupuis, 3/2001              | Dolmen Editorial, 2007   |                                                       |
| Qui est Renard Bleu?                                    |                      | T23, Dupuis, 3/2002              |                          |                                                       |
| Le dernier diamant (El último diamante)                 |                      | T24, Dupuis, 4/2003              | Dolmen Editorial, 2007   |                                                       |
| Et si un jour, la terre...                              |                      | T25, Dupuis, 4/2004              |                          |                                                       |
| Un port dans l'ombre                                    |                      | T26, Dupuis, 10/2005             |                          |                                                       |
| Elise et la rue (Elise y la calle)                      |                      | T27, Dupuis, 1/2007              | Dolmen Editorial, 2007   |                                                       |
| Esra va très bien (De cuervos y arañas)                 |                      | T28, Dupuis, 1/2008              | Dolmen Editorial, 2008   |                                                       |
| Le petit chat est mort                                  |                      | T29, Dupuis, 1/2010              |                          |                                                       |
| Fifty-Fifty                                             |                      | T30, Dupuis, 2/2011              |                          |                                                       |
| Le panier de crabes                                     |                      | T31, Dupuis, 1/2012              |                          |                                                       |
| Le Caïd                                                 |                      | T32, Dupuis, 2/2013              |                          |                                                       |
| Un gros chien avec une blonde                           |                      | T33, Dupuis, 9/2014              |                          |                                                       |
| Jungle City                                             |                      | T34, Dupuis, 10/2015             |                          |                                                       |
| Kurdy Malloy et Mama Olga                               |                      | T35, Dupuis, 9/2017              |                          |                                                       |